# Martín de la Jara
Martín de la Jara település Spanyolországban, Sevilla tartományban. Martín de la Jara Los Corrales, Osuna, Pedrera, Sierra de Yeguas és Campillos községekkel határos. Lakosainak száma 2643 fő (2024).

## Népesség
A település népessége az elmúlt években az alábbi módon változott:
| Lakosok száma | 2706 | 2760 | 2753 | 2790 | 2812 | 2796 | 2740 | 2704 | 2643 | 2643 |
|               | 2001 | 2004 | 2007 | 2009 | 2012 | 2014 | 2017 | 2019 | 2022 | 2024 |